# Jang Kjong-il
Jang Kjong-il (korejsky 양경일, v anglické transkripci Yang Gyeong-il Yang Kyong-il; * 7. srpna 1989 Pchjongjang) je severokorejský zápasník – volnostylař. Zápasení se věnuje od 9 let. Připravuje se v univerzitním sportovním klubu v Pchjongjangu. Je dvojnásobným mistrem světa v nejlehčí bantamové váze. V roce 2012 vybojoval bronzovou olympijskou medaili na olympijských hrách v Londýně.